# Бренц (Мекленбург)
Бренц (њем. Brenz) општина је у њемачкој савезној држави Мекленбург-Западна Померанија. Једно је од 89 општинских средишта округа Лудвигслуст. Према процјени из 2010. у општини је живјело 541 становника. Посједује регионалну шифру (AGS) 13054015.

## Географски и демографски подаци
Бренц се налази у савезној држави Мекленбург-Западна Померанија у округу Лудвигслуст. Општина се налази на надморској висини од 49 метара. Површина општине износи 12,4 km². У самом мјесту је, према процјени из 2010. године, живјело 541 становника. Просјечна густина становништва износи 44 становника/km².